# Jotus cinctus
Jotus cinctus är en spindelart som beskrevs av Tord Tamerlan Teodor Thorell 1899. Jotus cinctus ingår i släktet Jotus och familjen hoppspindlar. Inga underarter finns listade i Catalogue of Life.